# Ricardo Zarattini
Ricardo Zarattini Filho (Campinas, 6 de fevereiro de 1935 – São Paulo, 15 de outubro de 2017) foi um engenheiro, militante político e deputado federal por São Paulo. Era irmão do ator Carlos Zara, pai do político Carlos Zarattini e da fotógrafa Mônica Zarattini, e também avô de Luna Zarattini, vereadora pelo Partido dos Trabalhadores (PT), na cidade de São Paulo.

## Biografia
Filho de  Ricardo Zarattini e Anita Zarattini (nascida Torresan), começou sua militância política aos 16 anos quando era estudante secundarista e tornou-se presidente da União Estadual dos Estudantes de São Paulo (UEE-SP). Participou da campanha  popular "O petróleo é nosso" que culminou na fundação da estatal petrolífera, Petrobras.
Formou-se em Engenharia civil, pela Escola Politécnica da Universidade de São Paulo (1962). Após a conclusão do curso, ingressou profissionalmente nos quadros da Companhia Siderúrgica Paulista (COSIPA), em Santos, onde participou, com o Sindicato dos Metalúrgicos da cidade, de uma série de greves e paralisações, para garantir o pagamento do décimo terceiro salário aos funcionários.
Morando na região Nordeste, trabalhava como engenheiro e era um dos líderes do movimento canavieiro. No ano de 1968, era militante do Partido Comunista Brasileiro Revolucionário (PCBR), sendo oposição da Ditadura militar brasileira. Três dias após o Ato Institucional n.º 5 (AI-5), um dos ultrajes institucionais mais duros do regime militar, Zarattini foi preso e torturado em Pernambuco.
Zarattini estava entre os presos políticos trocados pelo embaixador dos Estados Unidos, Charles Burke Elbrick, em sequestro durante a ditadura militar.
Com a reabertura do processo democrático no país, foi o primeiro a ter seus direitos políticos retomados. A convite de Leonel Brizola, se filiou ao Partido Democrático Trabalhista (PDT). No ano de 1993, tornou-se parte da assessoria técnica da liderança do PDT do partido na Câmara dos Deputados. Ajudou a elaborar as campanhas para presidência de Luiz Inácio Lula da Silva nos anos de 1994 e 1998.
Em 2002, concorreu uma vaga de Deputado federal pelo Partido dos Trabalhadores (PT) conquistando uma vaga de suplência graças aos seus 55.258 votos. No ano de 2003, foi assessor de José Dirceu, ministro da Casa Civil no primeiro ano do Governo Lula. Em janeiro de 2004, Aldo Rebelo (PCdoB) afastou-se de suas funções como Deputado para assumir o cargo de ministro da Coordenação Política e Relações Institucionais de Lula, abrindo assim lugar para Zaratini tomar posse como parlamentar suplente.
Em abril de 2005, Ricardo foi biografado no livro Zarattini, a paixão revolucionária escrito por José Luiz del Roio publicado pela editora Ícone. O livro teve o prefácio escrito por Franklin Martins, ministro da Comunicação Social do governo Lula. Ocupou o cargo de Deputado até junho de 2005, quando Zé Dirceu deixou o governo e passou a atuar na Câmara.
No ano de 2010, concorreu à vaga de primeiro suplente para o Senado na chapa capitaneada por Netinho de Paula (PCdoB). A chapa comandada por Netinho angariou 7.773.327 votos, ocupando o terceiro lugar da votação paulista sendo superada pelos Senadores eleitos, Aloysio Nunes (PSDB) e Marta Suplicy (PT).

### Honrarias
No ano de 2007, recebeu a honraria de Cidadão Paulistano concedido pela Câmara Municipal de São Paulo.

## Vida pessoal
Foi casado com Alceste Rolim de Moura, com quem teve dois filhos, o político petista Carlos Zarattini e a fotógrafa Mônica Zarattini.

## Morte
Faleceu de causas naturais aos 82 anos na Unidade de terapia intensiva (UTI) do Hospital Sírio Libanês, na capital paulista. A morte foi confirmada via Facebook pelo seu filho Carlos.